# خوسي انتونيو غارسيا راباسكو
خوسي انتونيو غارسيا راباسكو (بالإسبانية: José Antonio García Rabasco)‏ (29 سبتمبر 1986 بأوريويلا في إسبانيا - ) هو لاعب كرة قدم إسباني في مركز الوسط. شارك مع منتخب إسبانيا تحت 17 سنة لكرة القدم ومنتخب إسبانيا تحت 19 سنة لكرة القدم. أما مع النوادي، فقد لعب مع ريكرياتيفو ونادي ألباسيتي ونادي ألميريا ونادي أوريويلا ونادي فياريال ونادي قرطبة ونادي ليفانتي ونادي فياريال ب.

## وصلات خارجية
- خوسي انتونيو غارسيا راباسكو على موقع قاعدة بيانات كرة القدم.إي يو (الإنجليزية)
- خوسي انتونيو غارسيا راباسكو على موقع Soccerbase.com (لاعب) (الإنجليزية)
- خوسي انتونيو غارسيا راباسكو على موقع Soccerway.com (الإنجليزية)
- خوسي انتونيو غارسيا راباسكو على موقع AS.com (الإسبانية)